# Culex antunesi
Culex antunesi é um espécie de mosquito do Género Culex, pertencente à família Culicidae.